# Thomazo
Thomazo es una localidad de Santa Lucía, que forma parte de los distritos de Castries y Dennery.